# Louis Alleaume
 (septembre 2019).
Louis Émile Alleaume, né le 20 décembre 1900 à Paris 14e et mort les 14 septembre 1943 à Jupilles, est un responsable socialiste français.

## Biographie
Issu d'un milieu populaire, Louis Alleaume entre à treize ans, après son certificat d'études, comme apprenti étalagiste dans un magasin parisien. Il devient dans les années 1920 chef de fabrication à la société industrielle des vitrines.
C'est de cette période que date son engagement politique, au sein de la SFIO. Il se distingue en 1928 en appelant, avec une dizaine d'autres socialistes, à voter au second tour des législatives dans la circonscription de Saint-Denis pour le communiste Jean-Marie Clamamus, alors que les sections socialistes locales pratiquent le désistement sans soutien explicite.
En 1930, il quitte son emploi pour ouvrir sa propre boutique de décoration.
Membre de la commission exécutive fédérale de la Seine, il est l'initiateur en 1930 d'une petite tendance de la SFIO, Action socialiste qui, alliée avec des dissidents de la Bataille socialiste, propose une motion menée par Louis Lagorgette au congrès de Tours (1931). Alleaume entre alors à la commission administrative permanente du parti.
La particularité d'Action socialiste est de défendre, dans une période où le parti communiste sort difficilement de sa stratégie « classe contre classe », l'unité d'action entre socialistes et communistes, et de refuser l'alliance avec les radicaux dans le cadre d'un gouvernement « bourgeois ».
C'est la thèse centrale de la motion présentée par Alleaume au congrès de 1932, au titre de laquelle il est réélu à la CAP. Il rallie ainsi les partisans de l'ancienne tendance Etincelle socialiste, et notamment leur chef de file, Maurice Maurin.
Alleaume s'engage alors dans l'action pour la paix, dans la dynamique du Mouvement Amsterdam-Pleyel, tentant en vain d'obtenir l'adhésion de la SFIO. Il est alors très isolé. Au congrès de 1933, la motion de l'Action socialiste, menée par Louis Périgaud, n'obtient qu'un seul siège à la CAP, et Alleaume n'y est plus que suppléant.
En novembre, il est exclu de la SFIO pour sa participation à des réunions préparatoires au congrès d'Amsterdam, avec une douzaine d'autres militants, essentiellement animateurs de l'Action socialiste (dont Périgaud, Jules Mallarte, François Laugier et Thérèse Maurin, épouse de Maurice). 
Alors que plusieurs d'entre eux rejoignent le Parti d'unité prolétarienne, rendant impossible toute reconstitution de la tendance, Alleaume, dont la petite entreprise fait faillite, quitte la capitale et s'installe dans le Vaucluse où il travaille brièvement comme étalagiste dans un Monoprix. Il obtient sa réintégration au parti socialiste, au sein de la section d'Avignon.
Secrétaire de section en 1934, il est au même moment secrétaire administratif de la fédération socialiste du Vaucluse. Il se présente cette même année aux cantonales, à Vaison-la-Romaine où il obtient 36 % des voix, mais n'est pas élu.
Il demeure à Caen en 1940.

## Sources
- Dictionnaire biographique du mouvement ouvrier, notice de Justinien Raymond et Francis Roux